# Morpho lioreti
Morpho lioreti är en fjärilsart som beskrevs av Le Moult 1933. Morpho lioreti ingår i släktet Morpho och familjen praktfjärilar. Inga underarter finns listade i Catalogue of Life.